# Condado de Kauai
El condado de Kauai (en inglés, Kauai County) es uno de los cinco condados del estado estadounidense de Hawái. La sede del condado, al igual que su ciudad principal, es Lihue. Tiene una superficie de 3280 km² (de los cuales, 1668 km² están cubiertos de agua), una población de 73, 298 habitantes y una densidad de población de 45 hab/km². Se fundó en 1905.[cita requerida]

## Localidades
| - Anahola - Eleele - Haena - Hanalei - Hanamaulu - Hanapepe - Kalaheo | - Kalihiwai - Kapa'a - Kaumakani - Kekaha - Kilauea - Koloa | - Lawai - Lihue - Omao - Pakala Village - Poipu - Princeville | - Puhi - Wailua - Wailuā Homesteads - Waimea - Wainiha |

### Áreas no incorporadas
- Halehomaha
- Kealia
- Pu'uwai